# يوفال شابتاي
يوفال شابتاي (بالعبرية: יובל שבתאי‏) (18 ديسمبر 1986 بنهاريا في إسرائيل - ) هو لاعب كرة قدم إسرائيلي في مركز الوسط. لعب مع مكابي أخاء الناصرة ونادي هبوعيل إيروني كريات شمونة وهبوعيل حيفا وHapoel Acre F.C. ‏ وHapoel Ra'anana A.F.C. ‏ ومكابي إيروني كريات آتا ‏.

## وصلات خارجية
- يوفال شابتاي على موقع قاعدة بيانات كرة القدم.إي يو (الإنجليزية)
- يوفال شابتاي على موقع Soccerway.com (الإنجليزية)
- يوفال شابتاي على موقع AS.com (الإسبانية)